# O salighet, o gåtfullhet
O salighet, o gåtfullhet är en psalm med text skriven av Sven Lidman 1918. Musik av Beatrice F. Johnson 1928. Textens fyra verser är förenade med upphovsrättsligt skydd till 2031.

## Publicerad i
- Psalmer i Förbundstoner 1957, som nr 100 under rubriken "Jesu lidande och död".
- Kristus vandrar bland oss än 1965 som nr 40.
- Frälsningsarméns sångbok 1968, som nr 415 under rubriken "Erfarenhet och vittnesbörd"
- Den svenska psalmboken 1986, som nr 234 under rubriken "Förtröstan — trygghet".
- Levande sång 1984, som nr 650 under rubriken "Omvändelse - Överlåtelse".
- Svensk psalmbok för den evangelisk-lutherska kyrkan i Finland (1986) som nr 357 under rubriken "Skuld och förlåtelse"